# Alfons De Bal
Alfons De Bal (Geel, 30 september 1943), ook gekend als ‘Fonske’ of ‘Balleke’ is een Belgisch voormalig wielrenner. Hij was beroepsrenner van 1963 tot en met 1979. Met zijn 1,60 m was Alfons en van de kleinste wielrenners ooit.

## Jeugd
De Bal werd in 1943 geboren in Geel. Hij verliet in zijn vierde jaar Latijn-Griekse de humaniora om een carrière als wielrenner te beginnen.

## Reputatie
Alfons stond voor verschillende zaken gekend. Zo had hij de bijnaam van ‘Koning van de kermiskoersen’, maar ook die van ‘dirigent van de kermiskoersen’. De laatste naam had hij te danken aan het feit dat er regelmatig met hem onderhandeld werd voor de overwinning, aangezien hij sterk was in de spurt. Al bij al had hij geen goede reputatie en gingen er geruchten de ronde dat hij geregeld doping nam en lid was van maffia. Hij stond er ook voor gekend om geregeld van ploeg te veranderen. Zo reed hij o.a. voor Hertekamp, Goldor-IJsboerke, Watneys, Okay, Geens en Leroux-Terrot.

## Na het wielrennen
Op 36-jarige leeftijd stopte Fons met wielrennen. Zijn laatst geplande wedstrijd was in Onze Lieve Vrouw Waver waar zijn ploeggenoten van IJsboerke de weg vrij baanden voor zijn overwinning. Hij werd toen overtuigd om toch nog eenmaal mee te rijden in Heist-Op-Den-Berg. De maandag erna startte hij een nieuwe job als ijsverkoper bij zijn oude werkgever IJsboerke.

## Belangrijkste overwinningen
1964
- 5e etappe Omloop van Lotharingen (Circuit de Lorraine), Metz (Lorraine), Frankrijk + Paul Horn

1965
- Halse Pijl

1967
- Druivenkoers Overijse

1969
- Flèche Hesbignonne-Cras Avernas
- GP Stad Vilvoorde

1973
- Criterium van Bavikhove

1974
- Memorial Fred De Bruyne

1975
- Proloog deel a Ronde van Nederland, Grave (Noord-Brabant), Nederland + Frans Verbeeck + Englebert Opdebeeck + Eddy Verstraeten + Jean Van der Stappen + Ludo Van Staeyen + Willem Peeters

1976
- Criterium van Lommel
- 3e etappe Ronde van Luxemburg, Diekirch, Luxemburg
- 4e etappe Ronde van Luxemburg, Esch-sur-Alzette, Luxemburg

1977
- Flèche Hesbignonne-Cras Avernas
- 2e etappe GP du Midi-Libre, Rodez (Midi-Pyrenees), Frankrijk
- 4e etappe deel a GP du Midi-Libre, Bagnols-sur-Cèze (Languedoc-Roussillon), Frankrijk
- 3e etappe Ronde van Luxemburg, Echternach (Grevenmacher), Luxemburg
- Omloop van de Vlaamse Scheldeboorden

1978
- Omloop van de Vlaamse Scheldeboorden

1979
- Flèche Hesbignonne-Cras Avernas

## Resultaten in voornaamste wedstrijden
| Jaar | Ronde van Italië | Ronde van Frankrijk | Ronde van Spanje |
| ---- | ---------------- | ------------------- | ---------------- |
| 1967 |                  |                     |                  |
| 1968 |                  |                     |                  |
| 1973 |                  |                     |                  |
| 1974 |                  |                     |                  |
| 1978 | opgave           |                     |                  |

| Jaar | Milaan-San Remo | Gent-Wevelgem | Ronde van Vlaanderen | Luik-Bast.‑Luik | Omloop Het Volk |
| ---- | --------------- | ------------- | -------------------- | --------------- | --------------- |
| 1967 |                 |               | 79e                  |                 | 39e             |
| 1968 |                 |               |                      |                 | 9e              |
| 1973 |                 |               |                      | 17e             |                 |
| 1974 | 26e             | 74e           |                      |                 |                 |
| 1978 |                 |               |                      |                 |                 |